# 수성 레이크 푸르지오
수성 레이크 푸르지오(영어: Suseong Lake PRUGIO)는 대한민국 대구광역시 수성구 두산동에 위치한 초고층 주상복합 아파트다.

## 같이 보기
- 대구광역시의 마천루 목록